# Luc Poret
Luc Poret, de son nom civil Lucien Poret (26 mai 1918 à La Roche-Guyon - 12 février 1999 à Paris) est un auteur-compositeur et interprète français.

## Biographie
Luc Poret grandit à Versailles, puis à Paris.  
La Seconde Guerre mondiale met fin à ses études en droit. C'est dans les camps de prisonniers, d'où il s'évade plusieurs fois, qu'il apprend le chant et à jouer de la guitare. 
Il débute en 1945 sa carrière d'auteur-compositeur-interprète en se produisant dans les cabarets parisiens, et en tant que comédien en 1942 au Théâtre des Nouveautés dans l'opérette La course à l'amour puis en 1943 dans Belamour ainsi que sur les Boulevards. Dès 1947, il forme un ensemble avec Guy Dejardin dit Tristan Carol, pianiste et orchestrateur de Ray Ventura et du Jazz Dixit et Janine Hugo, chanteuse fantaisiste, déjà à ses côtés en 1942 dans La course à l'amour, ce trio accomplit pendant plusieurs années un tour de France dans les cabarets les plus huppés, en alliant le charme, la fantaisie et un esprit bien parisien.

### Carrière

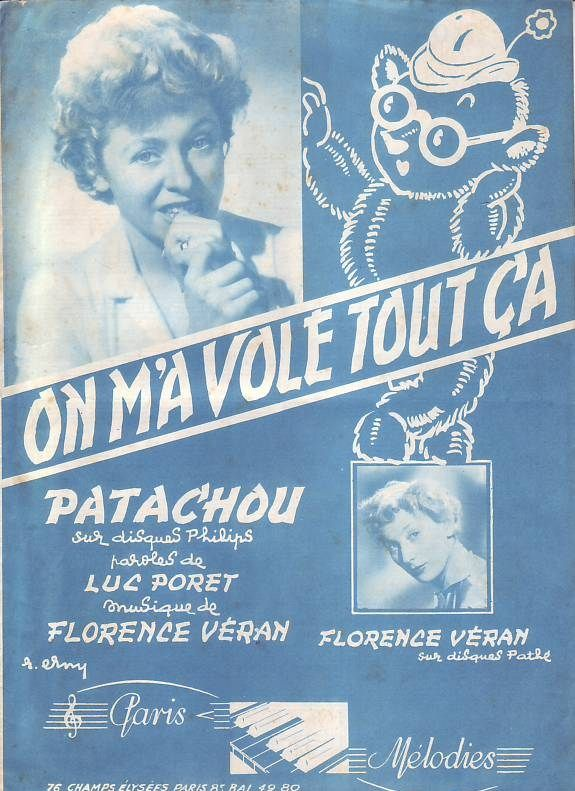
Couverture dépliant partition On m'a volé tout ça, - Éditions Mélodies

Il crée bon nombre de chansons : Gare Saint Lazare en 1951 avec son complice Guy Dejardin, Le Cœur Cassé, Chanson Gaie pour ma Petite Amie Noyée, Rue Gît-le Cœur, Canotage, Lola, poème de Garcia Lorca, La Ballade du Chiffonnier, La Complainte de l'Homme Sandwich, mise en scène par les Frères Jacques.  
Ses grands succès, L'ombre,  poème de François Mauriac et Je mens sont principalement interprétés par Juliette Gréco et Je suis heureuse (I'm so glad, adaptation de Ruth Aaron),  ainsi que On m'a volé tout ça, par Patachou. 
Geneviève, propriétaire d'un petit cabaret sur la Butte Montmartre, coachée par Luc Poret se met à chanter la plupart de ses créations. Ils entament alors des représentations dans des cabarets en Belgique, Italie, Espagne et au Maroc.
En 1954, engagés par Barron Polan, il s'installe à New York avec Geneviève
L'album Geneviève, du label Colombia, est enregistré avec Luc Poret à la guitare en 1955, reprenant quelques-unes de ses compositions, accompagné par l'orchestre de Ted Tyler. Entretemps, On m'a volé tout ça, appelé Outre-Atlantique The Little Bear, est pendant des mois en haut de l'affiche et bestseller dans le domaine de l'enregistrement : pas moins de 26 artistes français de la chanson se mirent à l'interpréter.  
Durant tout son séjour aux États-Unis, Luc Poret se produit soit en solo, soit en accompagnant Geneviève, dans les plus grands cabarets des États-Unis : Waldorf-Astoria, Palmer House, Gate of Horn, Blue Angel, Hungry I, Viennese Lanterne et, bien entendu, au Carnegie Hall, ainsi qu' au Canada, Mexique, à Cuba, en Amérique du Sud, au Japon...
Il parait dans de nombreux shows télévisés d'Ed Sullivan (The Ed Sullivan Show) et Jack Paar (The Tonight Show), ainsi que dans The Max Liebman spectacular, The Steve Allen Show, , etc.
En 1957, il se produit sur la scène de l'Olympia à Paris, suivi de tournées européennes.

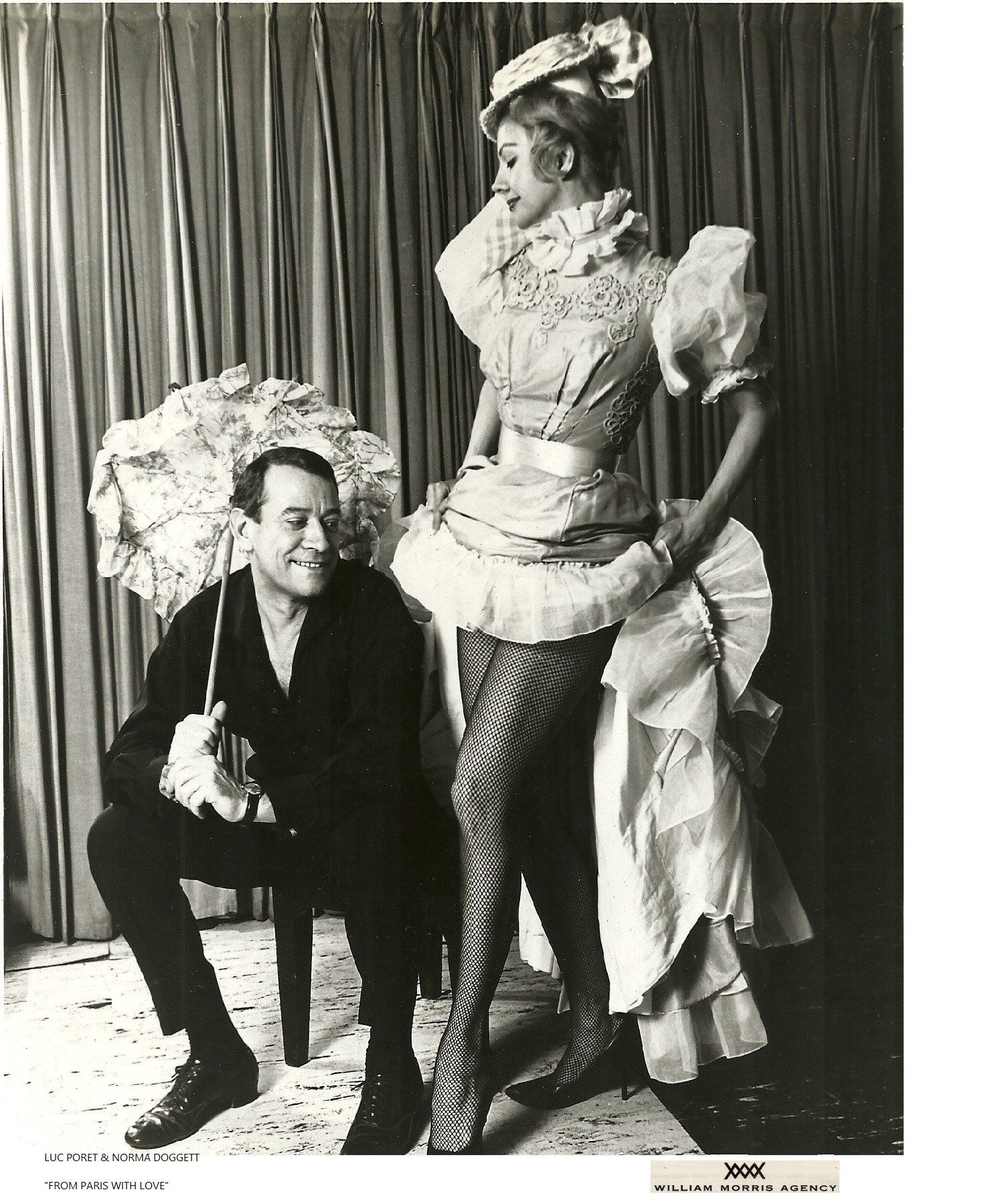
Luc Poret et Norma Doggett dans From Paris with Love, William Morris Agency

De retour aux États-Unis, Luc Poret enregistre, en 1958, A Frenchman In New York, accompagné par le Jimmy Lyon's Trio sous le label Riverside, interprétant une bonne partie de son répertoire.
Engagé par la William Morris Agency il participe à de nombreux spectacles de variété, des dramatiques et films sous la direction de Herb Ross et joue également dans les années 1959 à 1963 dans plusieurs comédies musicales telles que Can-can, Irma la Douce ou encore dans From Paris With Love, écrite et dirigée par Don Driver. 
En 1965, il revient en France et poursuit sa carrière dans les cabarets parisiens tout en composant de nouvelles chansons telles que Va t-en, Yannick de Santos, Ingrid, Le Vertige, Les Dames de Haute Société et participe à des tournées avec les chansonniers du Théâtre Les Trois Baudets : avec entre autres Georges Bernadet et Pierre Still.

## Télévision et Cinéma
En tant qu'acteur, il joue dans la série télévisée En votre âme et conscience, sous la direction de Jean Bertho, puis, en 1971, le rôle de Henri, dans le film Franz de Jacques Brel.

## Compositions et Chansons (non exhaustif)
| Titre                                  | Paroles / lyrics        | musique                               |
| On m’a volé tout ça                    | Luc Poret               | Florence Veran                        |
| Je suis heureux                        | Luc Poret               | Josse Baselli                         |
| L’Ombre                                | poème François Mauriac  | Luc Poret                             |
| Je Mens                                | Luc Poret               | Liefermann /Luc Poret                 |
| Rue Git-le-Cœur                        | Tek                     | Luc Poret/Jacques Solet               |
| Dame Marmotte                          | Luc Poret               | Jean Constantin                       |
| Le Bois des Illusions                  | Luc Poret               | Luc Poret                             |
| Le Cœur Cassé                          | Tek                     | Claude Artur /L Poret                 |
| La Ballade du Chiffonnier              | Luc Poret               | Claude Artur /L Poret                 |
| Chanson Gaie pour ma Petite Amie Noyée | Luc Poret               | Luc Poret                             |
| La Complainte de L’Homme Sandwich      | Luc Poret               | Luc Poret                             |
| Lola                                   | poème de Garcia Lorca   | Luc Poret                             |
| Canotage                               | Luc Poret               | Luc Poret                             |
| Mon Petit Ane Trottinait               |                         | Luc Poret                             |
| Le Vertige                             | Luc Poret               | Luc Poret/Guy Theven                  |
| Les Dames de Haute Société             | Luc Poret               | Luc Poret/Michel Loudeche             |
| Les Nouilles                           | Luc Poret               | Florence Veran                        |
| Va-t’en                                | Luc Poret               | Luc Poret/Ray Bonjour                 |
| Gare Saint Lazare                      | Luc Poret/Tristan carol | Luc Poret/Tristan Carol/André Montval |
| Nuit d'Arizona                         | Daniel Roman            | Luc Poret/Paul Elie                   |
| Y'a des chansons dans ma chambrette    | Daniel Roman            | Luc Poret/G.Chaumette                 |
| Le Vertige                             | Luc Poret               | Luc Poret/Guy Theven                  |
| Le Chant du gaucho                     | Luc Poret               | Luc Poret/Sarane Ferret               |
| Ingrid                                 | Luc Poret               | Luc Poret                             |
| Yannick de Santos                      | Luc Poret               | Florence Veran                        |